# Catapleiite
La catapleiite è un minerale.
Il suo nome deriva dalle parole greche "κατα" (kata) e "πλειον" (pleion), che significano "con più", poiché è per lo più accompagnato da una serie di minerali rari. Quando è puro è incolore, ma più spesso si presenta di colore nocciola, rosso-marrone, giallo chiaro, marrone scuro, rosso carne o arancione. Si trova principalmente sull'isola di Låven, in Norvegia. La sua durezza sulla scala Mohs è circa 5 1/2-6. Ha un sistema cristallino monoclinico.